# Guizotia abyssinica
Нігер (Guizotia abyssinica) — прямостояча, міцна, розгалужена однорічна трава, яку вирощують заради їстівної олії та насіння. Введення в культуру відбулося у Еритрейському та Ефіопському нагір'ї та поширилося на інші частини Ефіопії. Поширені назви включають нуг (ефіосемітський та еритрейський ኑግ нуг або ኒህዩግ ніхюг) рамтил або рамтилла; насіння інги; і чорне насіння або нігер.

## Насіння
Родом з Ефіопії, Еритреї та Малаві, також вирощують в Індії. Насіння за формою нагадують насіння соняшнику, але мають менший розмір і чорний колір. Має досить товсту оболонку насіння і може зберігатися до року без пошкоджень. Насіння містить білки, олію та цукор. Нуг описують як напівдомашній з жовтими квітучими головками та насінням Насіння використовуються як корм для птахів у всьому світі. Комерційно вирощують в Африці, Індії та інших регіонах південно-східної Азії, і імпортується по всьому світу як популярний вид пташиного корму. Однак перед імпортом насіння стерилізують під сильним нагріванням, щоб запобігти проростанню шкідників, що можуть потрапити разом з насінням. Оброблене насіння може проростати, але, як правило, відстає в рості, обмежуючи його поширення, що несе меншу загрозу місцевим рослинам.

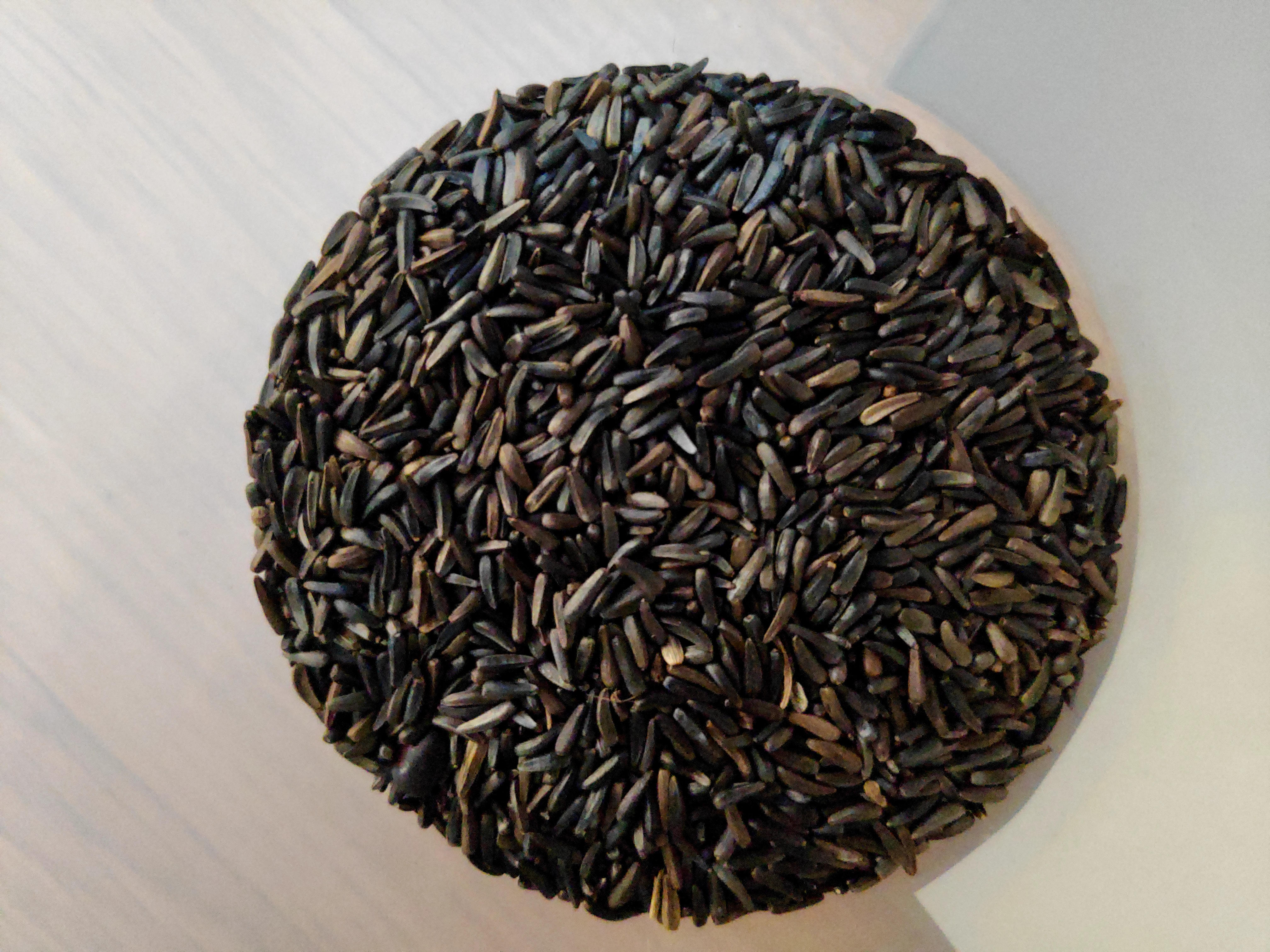
Насіння

Основні харчові компоненти насіння нігера
| Компонент       | Відсоток  |
| Олія            | 30 %-40 % |
| Білки           | 10 %–25 % |
| Розчинні цукри  | 12 %–18 % |
| Сира клітковина | 10 %–20 % |
| Волога          | 10 %–11 % |

## Вирощування
Потрібні помірні опади від 1000 до 1250 мм щорічно, бо насіння потребує вологого ґрунту. Його слід вирощувати на світлих чорноземах або буруватих суглинках з достатньою глибиною, але його також можна вирощувати на добре дренованих важких ґрунтах або на скелястих латеритових ґрунтах. Може рости в напівтіні або на сонці. Врожайність насіння складає в середньому 300—400 кг/га за сприятливих умов, але може дати до 600 кг/га. Він дає надійний урожай навіть за несприятливих кліматичних умов.
Насіння, що називається сім'янка, часто продається як пташиний корм для в'юрків, особливо щигликів. На ринку пташиного насіння його часто продають або називають насінням будяків.
Індустрія годівлі диких птахів (WBFI) торгує торговою маркою назва Nyjer «… для усунення плутанини в продуктах і образливої неправильної вимови нігер, а також для просування позитивного іміджу використання „Guizotia abyssinica“ як корму для диких птахів».

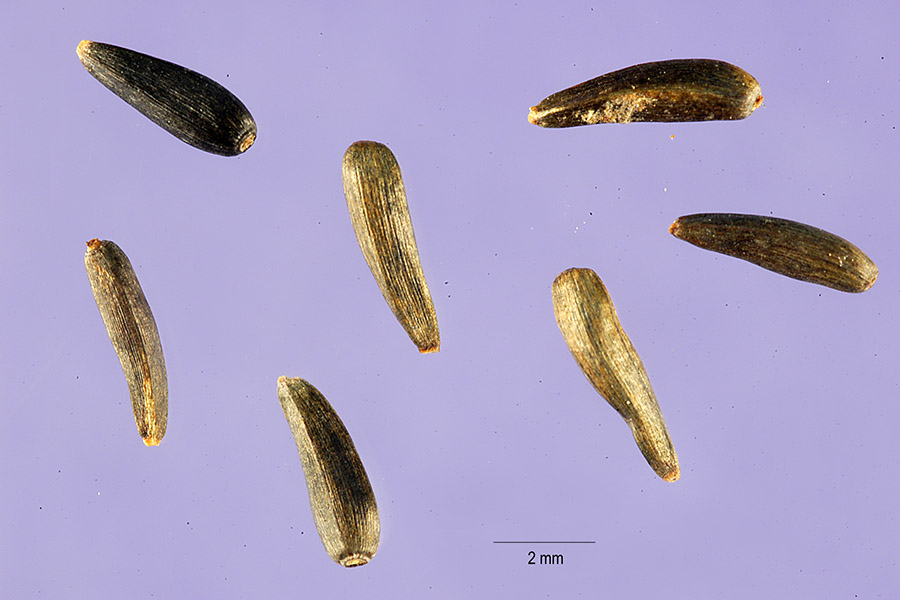
Насіння нігер

У 1982 році Міністерство сільського господарства США ухвалив, що імпортоване насіння повинні бути стерилізоване нагріванням, щоб вбити шкідника повитицю. Однак цієї обробки було недостатньо, щоб знищити насіння інших шкідливих бур'янів, включаючи Asphodelus fistulosus (цибулевий бур'ян), Digitaria spp. (африканську каучукову траву), Oryza spp. (червоний рис), Paspalum scrobiculatum (кодо-пшоно), Prosopis spp. (мескіти), Solanum viarum (тропічна сода-яблуко), Striga spp. (відьма-трава) і Urochloa panicoides. У 2001 році нова обробка вимагала, щоб імпортне насіння нігер пройшло термічну обробку при 120 ° C протягом 15 хвилин.
У 2002 році був розроблений і адаптований для вирощування в США сорт «EarlyBird» Guizotia abyssinica зі строком дозрівання врожаю 65 днів. Сорт «EarlyBird» Guizotia abyssinica охороняється сертифікатом USDA про охорону сортів рослин № 9900412. Другий сорт Guizotia abyssinica, поданий Міністерству сільського господарства США для захисту сортів рослин (номер заявки 200500140) під назвою «Earlybird 50», має термін дозрівання 50 днів і є короткою, більш густою рослиною з більш високою врожайністю і менш сприйнятливою до вилягання, ніж сорт «EarlyBird». Обидва сорти мають досить короткі терміни дозрівання, щоб зробити виробництво можливим у багатьох регіонах США. Її часто вирощують як першу або другу культуру до або після пшениці, кукурудзи, соєвих бобів та кабачків. Нігер потребує бджіл для перехресного запилення.

## Олія
Насіння нігер дає приблизно 30–35 % своєї маси в олії, яка прозора та їстівна. Має блідо-жовтий або помаранчевий колір з горіховим смаком і солодкуватим запахом. Сира олія має низьку кислотність і може бути використана безпосередньо для приготування їжі. Як правило, має поганий термін придатності і стане прогірклою при тривалому зберіганні. Склад жирних кислот подібний до соняшникової олії і має високий вміст лінолевої кислоти. Він використовується як замінник оливкової олії і може змішуватися з лляною олією. Присутність лінолевої кислоти коливається від 45,0–65,0 % залежно від умов збирання ґрунту та сорту насіння. Фізичний характер олії та її склад жирних кислот наведено в наступних таблицях.
Фізичні характеристики олії
| Характерний                  | Діапазон      |
| Показник заломлення40 0 C    | 1,4655–1,4673 |
| Значення омилення            | 187–195       |
| Йод                          | 112–129,0     |
| Неомилювана речовина         | 0,5–1,0 %     |
| Волога                       | 0,5–0,75 %    |
| Температура помутніння Бельє | 24,5–27,8 ° C |
| FFA                          | 0,2–2,0 %     |

Склад жирної кислоти олії насіння нігер
| Жирна кислота                 | Відсоток      |
| Міристинова кислота (C14: 0)  | 1,7 %–3,4 %   |
| Пальмітинова кислота (C16: 0) | 5,8 %–13,0 %  |
| Стеаринова кислота (C18: 0)   | 5,0 %–7,5 %   |
| Олеїнова кислота (C18: 1)     | 13,4 %–39,3 % |
| Лінолева кислота (C18: 2)     | 45,5 %–65,8 % |

## Кулінарне та лікарське застосування
Насіння нігер також використовується в їжу людиною в південних районах Індії. У Карнатака, Андхра-Прадеш і Махараштра, насіння нігер (звані valisalu / valasulu в телугу, uchellu / gurellu в каннада і karale в маратхі) використовуються, щоб зробити сухий чатні, який використовується в якості супроводу з хлібу, таких як чапаті. Вони також використовуються як спеція в деяких каррі. В Ефіопії настій із смаженого і подрібненого насіння нігер, цукру та води використовується для лікування застуди.

### Інше застосування
Пасту або кашку зі злегка обсмаженого і подрібненого насіння нігер, змішану з обсмаженим і меленим насінням льону та гарячою водою, традиційно використовують в Ефіопії для обробки шкіри.
Масло насіння широко використовується в промислових цілях, таких як миловаріння, фарбування та приготування різних типів емульсій.
Насіння використовується як корм для птахів, оскільки воно дуже маленьке. У Британії насіння приваблює в'юрків.
Нігерійський макуха, що складається з залишків, отриманих після переробки насіння на олію, багата білком і використовується для годування худоби, особливо в Ефіопії.

## Галерея

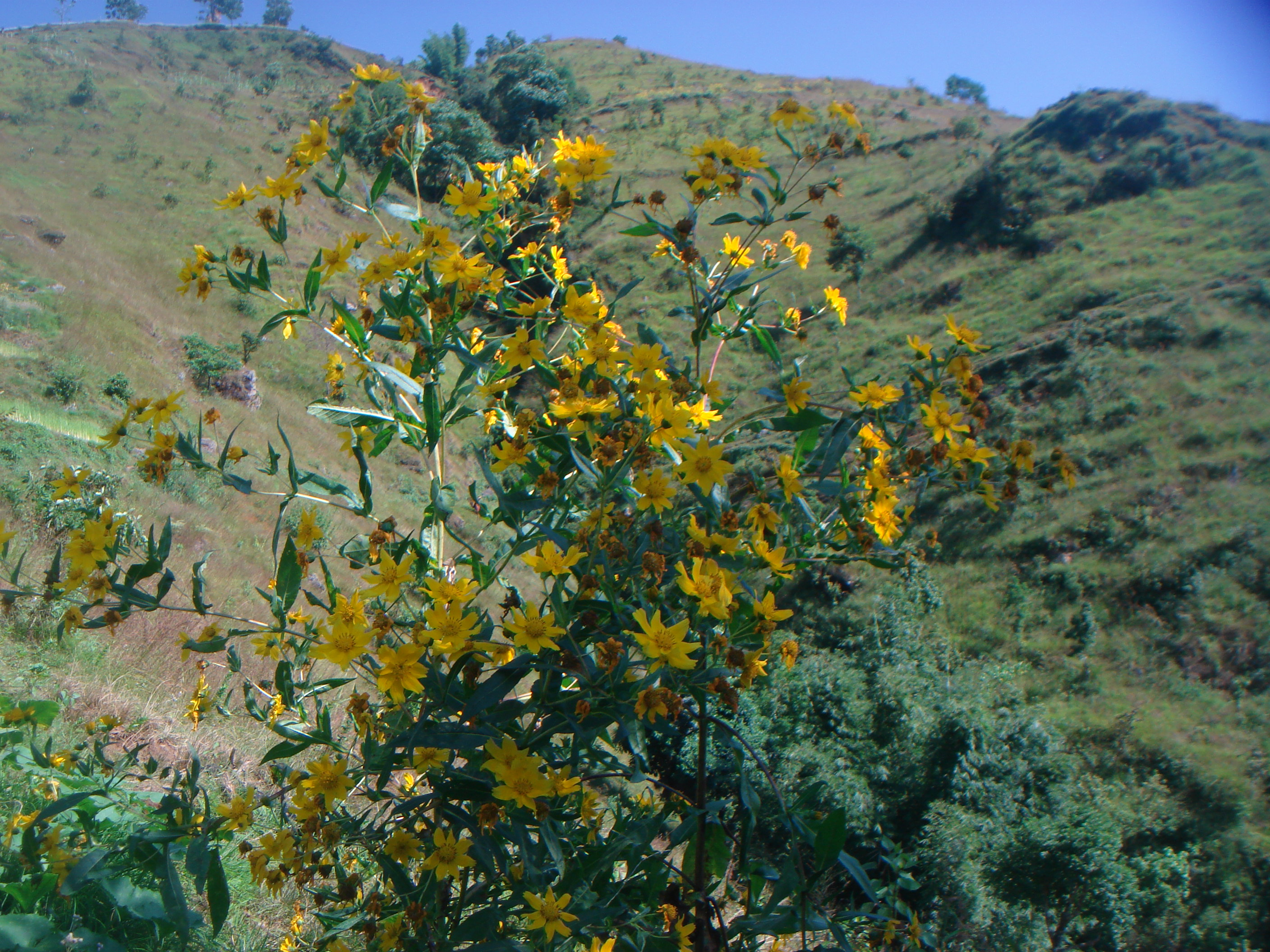
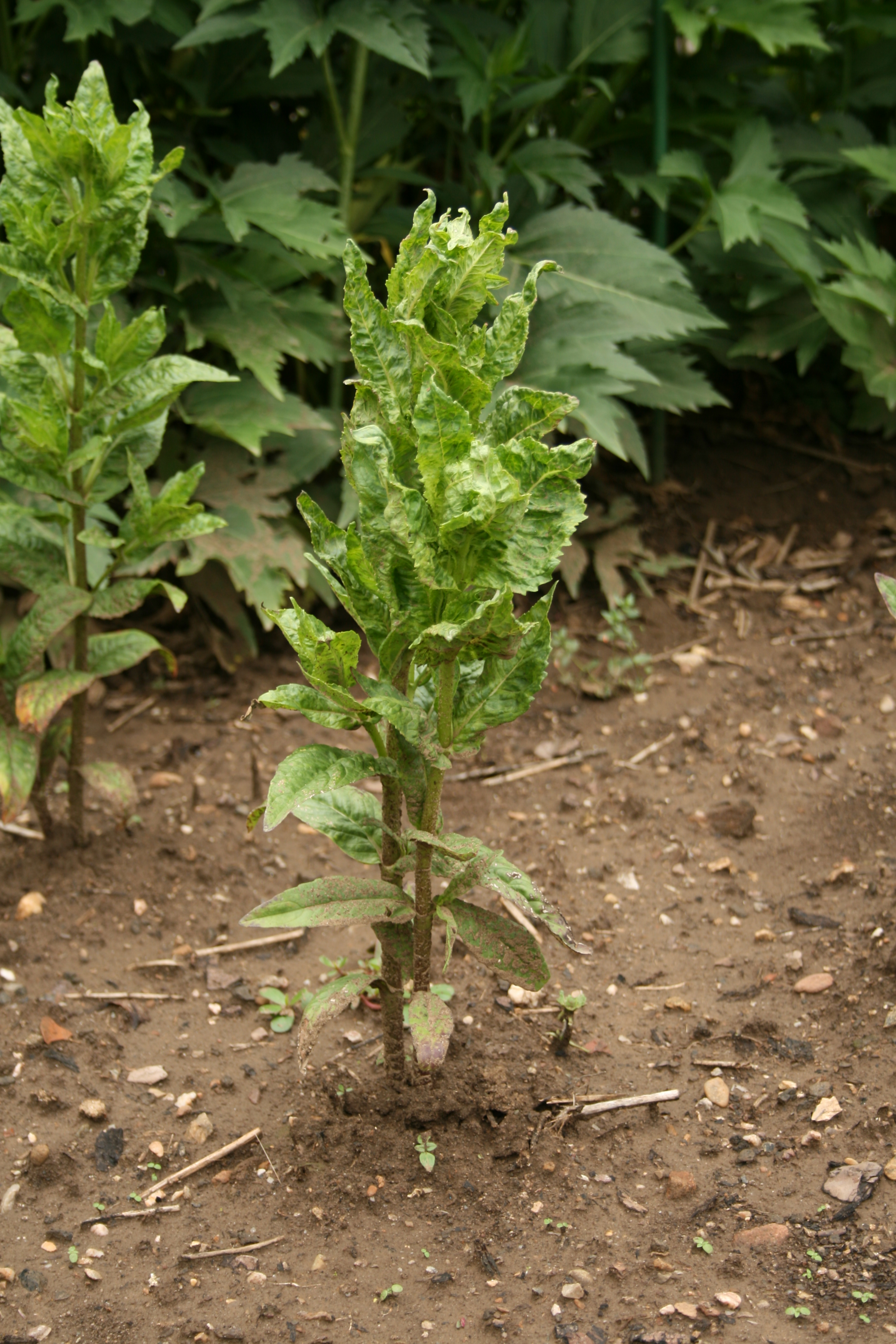
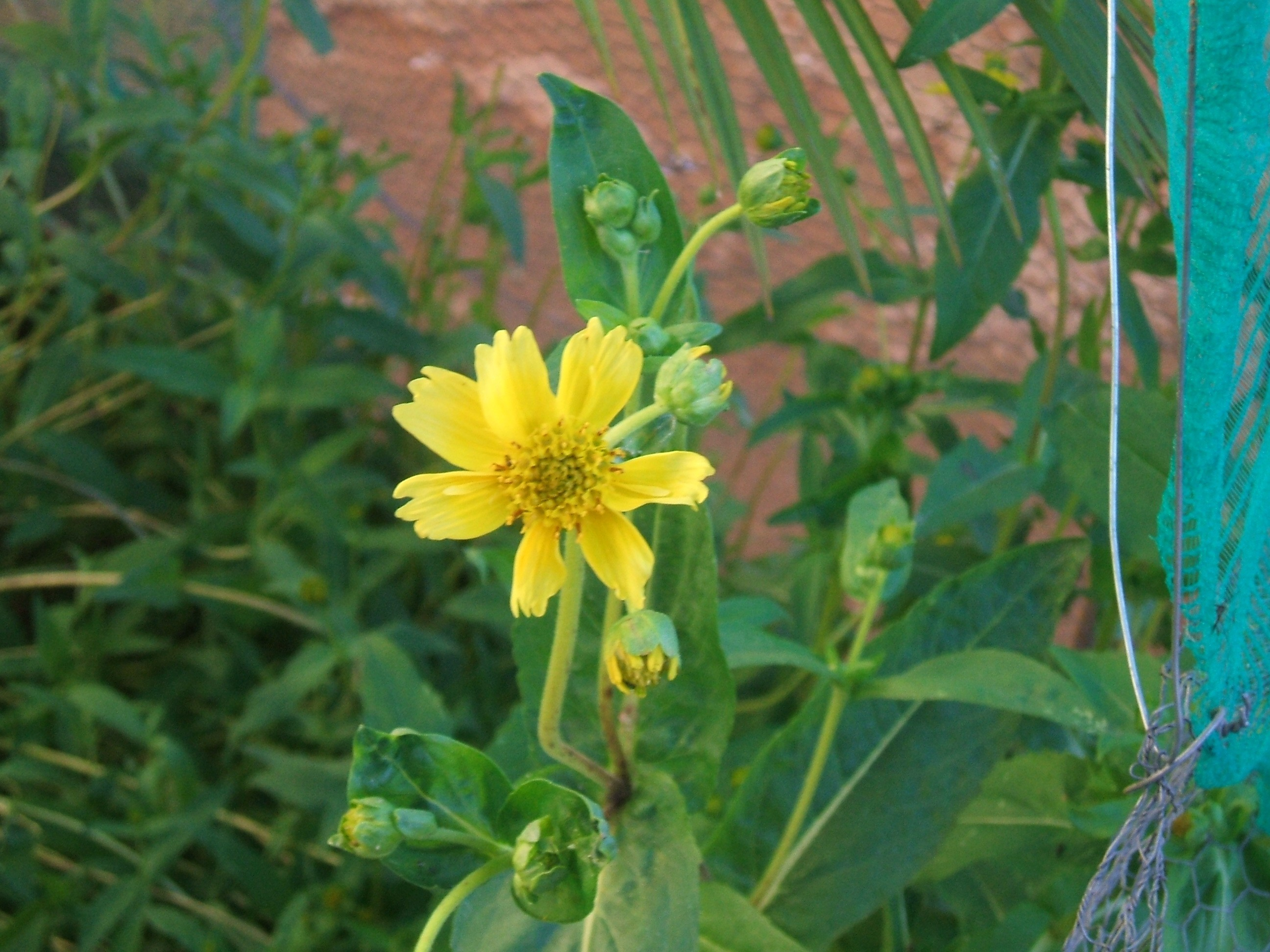